# Lisa Fonssagrives
Lisa Fonssagrives, nata Lisa Birgitta Bernstone (Göteborg, 17 maggio 1911 – New York, 4 febbraio 1992), è stata una supermodella svedese.

## Biografia
Indicata da molti come la prima supermodel della storia, Lisa Fonssagrives comparve sulla copertina di numerose riviste durante gli anni trenta, quaranta e cinquanta, fra cui Life, Town & Country, Vanity Fair e Vogue.
Si trasferì dalla natia Svezia a Parigi per studiare balletto.
Fonssagrives una volta descrisse se stessa come "un bell'appendiabiti".
Lavorò con diversi fotografi di moda inclusi George Hoyningen-Huene, Man Ray, Horst, Erwin Blumenfeld, George Platt Lynes, Richard Avedon, André Steiner e Edgar de Evia, e nel 1935 sposò il fotografo francese Fernand Fonssagrives. In seguito la coppia divorziò e la Fonssagrives si risposò nel 1950 con un altro fotografo, Irving Penn. Ebbe una figlia dal primo matrimonio, Mia Fonssagrives-Solow, costumista, e uno dal secondo matrimonio, Tom Penn, designer.
Lisa Fonssagrives morì nel 1992 all'età di 80 anni.